# Akt bez słów I
Akt bez słów I (oryg. Acte sans paroles I, ang. Act Without Words I) – sztuka teatralna, zrealizowana w formie pantomimy, autorstwa Samuela Becketta. Została napisana w języku francuskim w 1956, po czym przetłumaczona na angielski przez samego autora. Akt bez słów I po raz pierwszy wystawiono 3 kwietnia 1957 w londyńskim Royal Court Theatre. Akcja rozgrywa się na pustyni. Pantomima opowiada o mężczyźnie, który próbuje zdobyć karafkę z wodą, zawieszoną na sznurku. Okoliczności losu na przemian to pomagają, to przeszkadzają mu w sięgnięciu po wodę. W 2002 Karel Reisz wyreżyserował filmową wersję Aktu bez słów w ramach projektu Beckett on Film. Muzykę skomponował Michael Nyman.